# Brumovice (Moravia meridionale)
Brumovice (in tedesco Brumowitz) è un comune della Repubblica Ceca facente parte del distretto di Břeclav, in Moravia Meridionale.